# Простой штык
Просто́й штык (от нидерл. steek; англ. Two Half Hitches — «два полуштыка») — морской крепёжный временный узел, позволяющий привязать что-либо и затем легко отвязать. В основе узла — колы́шка. Пара одинаковых полуштыков составляют узел, который моряки называют «простым штыком», в котором первый полуштык является соединяющим узлом, второй — стопорным; моряки и такелажники никогда не добавляют к узлу прихватку; в спортивном туризме к узлу добавляют третий полуштык и контрольный узел. Выражение «накинуть полштыка» означает добавить к сделанному узлу ещё один обнос и перекрещивание ходового конца троса вокруг коренного (то есть, добавить ещё один полуштык). В узле «простой штык» делать более трёх полуштыков — нецелесообразно, так как прочность узла, в целом, при большем числе полуштыков, не повысится.
Простой штык — широко применяемый в морском деле узел, один из самых простых и надёжных узлов для крепления швартовых за причальные кнехты, битенги, пушки, палы, тумбы. Чтобы отличить правильно завязанный простой штык от неправильного, две петли узла надо сблизить, и если рисунок узла будет напоминать выбленочный узел, то простой штык был завязан правильно. У такого штыка ходовой конец как после первой, так и после второй колышки должен выходить одинаково над (или под) своим концом.
У неправильно завязанного простого штыка ходовой конец после второй колышки идёт в противоположную сторону — не так, как после первой колышки. При сближении двух петель завязанного перевёрнутого (неправильного) простого штыка вместо рисунка выбленочного узла получается коровий узел. Если полуштыки простого штыка сделаны в разные стороны, то при натяжении троса они будут сходиться вместе и узел будет затягиваться.
О надёжности этого узла для швартовки красноречиво говорят три старинные английские морские пословицы:
- «Два полуштыка не соскользнут» (two half-hitches will never slip[15])
- «Два полуштыка спасли корабль королевы»[16] (two half-hitches saved a Queen’s ship[15])
- «Три полуштыка — это более чем достаточно и для королевской яхты»[16] (three half-hitches are more than a King’s yacht wants[15])

Основное применение узла на флоте — это закрепление швартовых концов за причальные приспособления, крепление лопарей оттяжек грузовых стрел за обухи и рымы, крепление грузового шкентеля к поднимаемому грузу. Моряки нередко применяют пару простых штыков для временного соединения двух швартовов, кабельтовых, перлиней.
На берегу этот нехитрый, но надёжный узел можно применять во всех случаях, когда трос необходимо временно прикрепить к какому-либо предмету для сильной тяги, например за крюк при буксировке автомобиля.
Простой штык, как и лисель-галсовый узел, являются узлами и завязаны вокруг своего же коренного конца троса. Отличают от выбленочного узла, который, хотя и имеет схожий рисунок, однако является штыком и завязан на опоре, а если снять с опоры, то теряет форму и распадается.
Петлевой узел, если ввязан в кольцо, а не накинут поверх чего-либо, то выполняет роль штыка.

## Способ завязывания
1. Обнести опору.

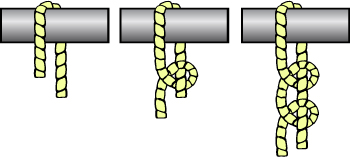

2. Последовательно завязать пару одинаковых полуштыков.
3. Обязательно закрепить схваткой ходовой конец троса за коренной.

Ошибки при завязывании

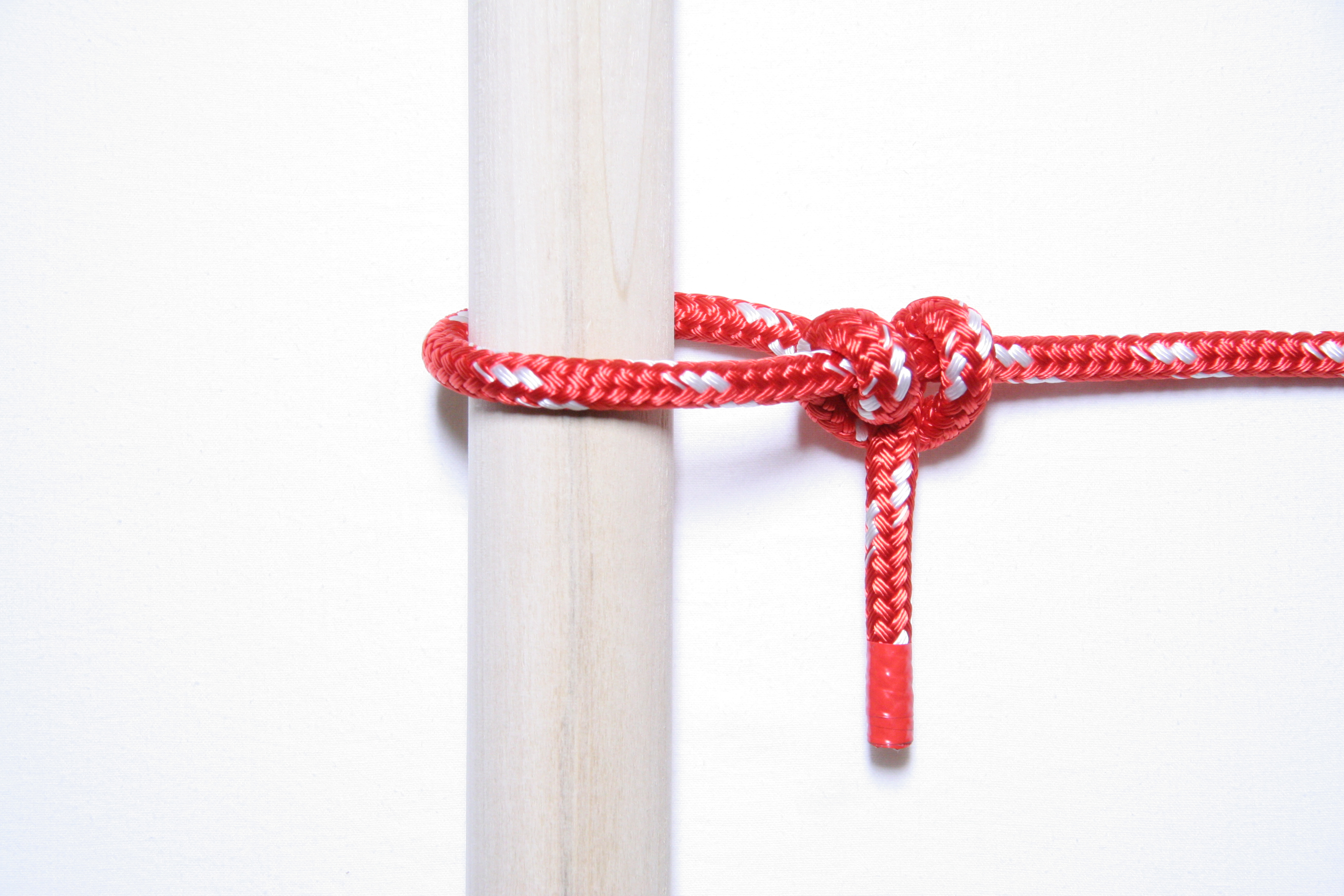
Затянутый простой штык без обязательного крепления прихваткой ходового конца троса за коренной

- Второй полуштык завязывают иначе, чем первый

## Признаки
Плюсы
- Узел — прочен
- Легко развязывать после большой нагрузки
- Правильно и крепко завязанный может быть использован в качестве регулируемой петли для натяжения оттяжки тента или палатки (не скользит)

Минусы
- Необходима схватка ходового конца троса за коренной
- При переменных нагрузках развязывается сам (если не имеет схватки)
- Затягивается (если завязан слабо и не имеет схватки)

## Применение
В морском деле
- Закрепление швартовых концов за причальную тумбу
- Крепление лопарей оттяжек грузовых стрел за обухи и рымы
- Крепление грузового шкентеля к поднимаемому грузу
- Для временного соединения двух швартовов, кабельтовых, перлиней

В рыболовстве
- Для прикрепления рыболовного крючка к леске

В спортивном туризме
- Применяют в спортивном туризме как один из нескольких вариантов узлов для привязывания навесной переправы к опоре, но делают три полуштыка и контрольный (скользящий) узел

В быту
- При буксировке автомобиля